# クァンダ駅
クァンダ駅（クァンダえき、ロシア語:Куанда）は、ロシア、ザバイカリエ地方に位置するバイカル・アムール鉄道の鉄道駅。駅の近くにクァンダ川が流れている。
1984年に東西から伸びたバイカル・アムール鉄道のレールが結ばれた記念すべき駅である。世紀の大事業の完成を記念して当時の最高指導者であるミハイル・ゴルバチョフの名をとり「ゴルバチョフスカヤ駅」と命名されたが、ゴルバチョフの失脚後に駅名が変わった。